# Santópolis do Aguapeí (ort)
Santópolis do Aguapeí är en ort i Brasilien.   Den ligger i kommunen Santópolis do Aguapeí och delstaten São Paulo, i den södra delen av landet, 700 km söder om huvudstaden Brasília. Santópolis do Aguapeí ligger 439 meter över havet och antalet invånare är 4 281.
Terrängen runt Santópolis do Aguapeí är huvudsakligen platt. Santópolis do Aguapeí ligger uppe på en höjd. Närmaste större samhälle är Clementina, 10,1 km nordost om Santópolis do Aguapeí. 
Trakten runt Santópolis do Aguapeí består i huvudsak av gräsmarker. Runt Santópolis do Aguapeí är det ganska glesbefolkat, med 31 invånare per kvadratkilometer.